# Xiulin
Xiulin (秀林鄉S, Xiùlín XiāngP) è un comune di Taiwan, situato nella provincia di Taiwan e nella contea di Hualien.